# Rote Ndao

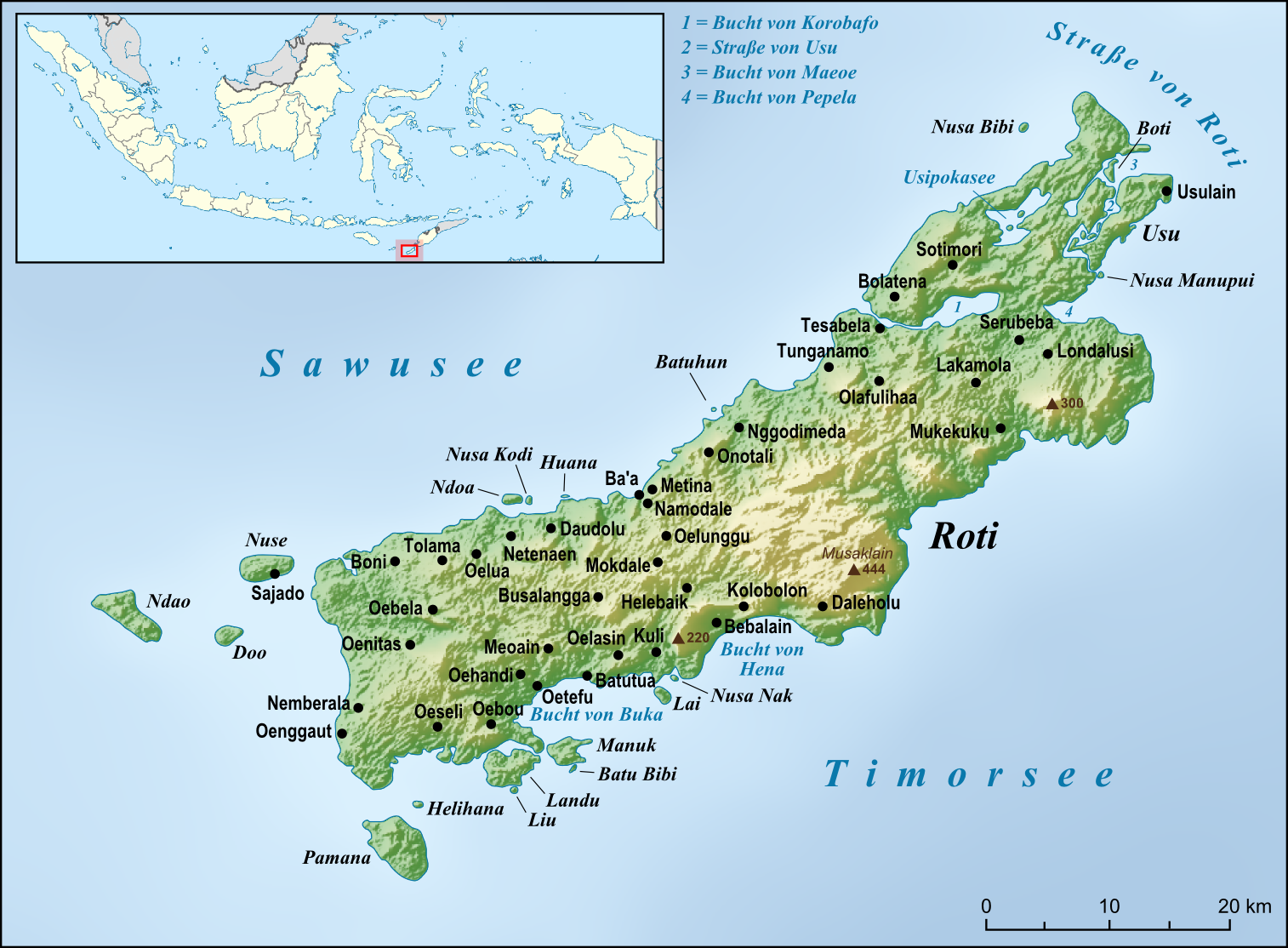
Der Archipel

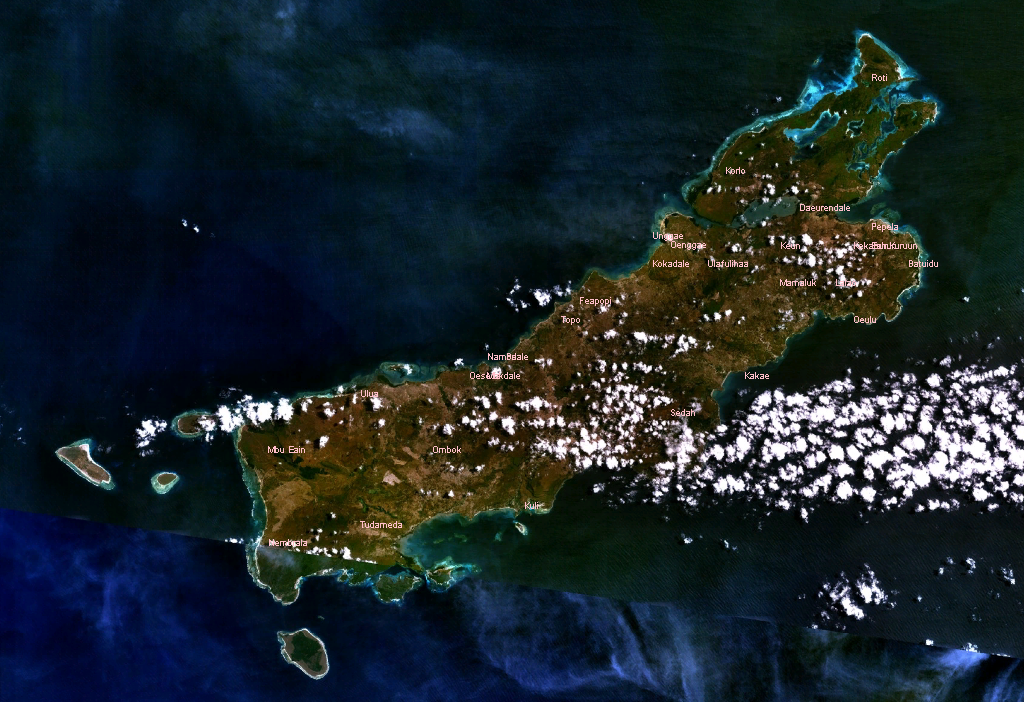
Der Regierungsbezirk aus dem All

Rote Ndao ist ein Regierungsbezirk (Kabupaten) in der indonesischen Provinz Ost-Nusa Tenggara. Er ist nach den Inseln Roti und Ndao benannt und wurde mit 6 Distrikten (Kecamatan) 2002 vom Regierungsbezirk Kupang abgetrennt.

## Geographie
Der Regierungsbezirk erstreckt sich zwischen 10°25′52″ und 11°00′27″ s. Br. sowie zwischen 122°38′33″ und 123°26′29″ ö. L. Der Archipel besteht aus 120 Inseln, von denen aber nur sieben bewohnt sind. Neun der elf Distrikte befinden sich auf der Hauptinsel Roti, je ein weiterer auf der Insel Usu (Landu Leko) und ein weiterer auf dem Archipel der Inseln Ndao, Nuse und Do'O im Südwesten.
Westlich liegen die Inseln Ndao, Nuse (Nusa) und Doo, östlich Usu, Nusa Manupui und Boti, nördlich Ndoa, Nusa Kodi, Huana, Batuhun und Nusa Bibi und südwestlich Pamana (Dana, Dona, Ndana), Helihana, Landu, Manuk, Batu Bibi, Liu, Nusa Nak und Lai. Pamana ist die südlichste Insel Indonesiens und damit Rote Ndao der südlichste Regierungsbezirk des Landes. Hauptstadt ist Ba'a auf der Insel Roti.

## Verwaltungsgliederung
Der Regierungsbezirk Rote Ndao gliedert sich seit dem Jahr 2020 in elf Distrikte (Kecamatan) – der zuletzt hinzugekommene Kecamatan (Loaholu) fand noch keine Berücksichtigung in der nachfolgenden Tabelle. Die Distrikte gliedern sich in 112 Dörfer ländlichen Typs (Desa) sowie sieben städtischen Typs (Kelurahan). Eine weitere Unterteilung erfolgt in Dusun (Weiler), RW (Rukun Warga, Wohnviertel) und RT (Rukun Tetangga, Nachbarschaften).
| Code 1   | Kecamatan Distrikt | Ibu Kota Verwaltungssitz | Fläche (km²) | Einwohner Census 2010 2 | Volkszählung 2020 | Volkszählung 2020 | Volkszählung 2020 | Anzahl der | Anzahl der |
| Code 1   | Kecamatan Distrikt | Ibu Kota Verwaltungssitz | Fläche (km²) | Einwohner Census 2010 2 | Einwohner 3       | 0Dichte 40        | Sex Ratio 5       | Desa 6     | Kel. 7     |
| -------- | ------------------ | ------------------------ | ------------ | ----------------------- | ----------------- | ----------------- | ----------------- | ---------- | ---------- |
| 53.14.01 | Rote Barat Daya    | Batutua                  | 114,57       | 19.737                  | 24.309            | 212,2             | 99,9              | 19         | –          |
| 53.14.02 | Rote Barat Laut    | Busalangga               | 172,40       | 22.608                  | 26.916            | 156,1             | 101,3             | 11         | 1          |
| 53.14.03 | Lobalain           | Ba’a                     | 145,70       | 24.789                  | 30.669            | 210,5             | 102,4             | 15         | 3          |
| 53.14.04 | Rote Tengah        | Feapopi                  | 162,50       | 8.058                   | 8.984             | 55,3              | 101,7             | 7          | 1          |
| 53.14.05 | Pantai Baru        | Olafulihaa               | 176,18       | 12.397                  | 14.476            | 82,2              | 103,4             | 14         | 1          |
| 53.14.06 | Rote Timur         | Eahun                    | 110,84       | 12.093                  | 14.343            | 129,4             | 101,3             | 10         | 1          |
| 53.14.07 | Rote Barat         | Delha                    | 116,28       | 7.426                   | 9.113             | 78,4              | 101,5             | 7          | –          |
| 53.14.08 | Rote Selatan       | Daleholu                 | 73,38        | 5.173                   | 6.015             | 82,0              | 102,1             | 7          | –          |
| 53.14.09 | Ndao Nuse          | Ndao Nuse                | 14,19        | 3.087                   | 3.692             | 260,2             | 96,4              | 5          | –          |
| 53.14.10 | Landu Leko         | Landu Leko               | 194,06       | 4.540                   | 5.247             | 27,0              | 103,2             | 7          | –          |
| 53.14.11 | Loaholu            | Oelaba                   |              |                         |                   |                   |                   | 10         | –          |
| 53.14    | Kab. Rote Ndao     | Kab. Rote Ndao           | 1.280,10     | 119.908                 | 143.764           | 112,3             | 101,5             | 112        | 7          |

2012 wurden die Distrikte Landu Leko und Ndao Nuse neu gebildet. 2020 entstand aus Teilen des Kecamatan Rote Barat Laut der Kecamatan Loaholu.

## Demografie
Zur Volkszählung im September 2020 (indonesisch Sensus Penduduk - SP2020) lebten im Regierungsbezirk Nordzentraltimor 143.764 Menschen, davon 71.336 Frauen (49,62 %) und 72.428 Männer (50,38 %). Gegenüber dem letzten Census (2010) stieg der Frauenanteil um 0,68 %. Mitte 2022 waren 93,82 Prozent der Einwohner Protestanten und 1,78 % Katholiken, zum Islam bekannten sich 4,32 %. 97.609 Personen oder 65,37 % gehörten zur erwerbsfähigen Bevölkerung (15–64 Jahre); 27,10 % waren jünger und 7,53 % im Rentenalter. Von der Gesamtbevölkerung waren 56,37 % ledig, 39,70 % verheiratet, 0,43 % geschieden und 3,50 % verwitwet. Der HDI-Index lag 2020 mit 62,39 unterhalb des Provinzdurchschnitts von 65,19.